# Médiathèque Pierre-Fanlac
La médiathèque Pierre-Fanlac, anciennement dénommée bibliothèque municipale de Périgueux jusqu'en 2015, est une bibliothèque classée située à Périgueux dans le département français de la Dordogne. Elle est composée d'un équipement central situé avenue Georges-Pompidou à et de trois annexes situées dans les quartiers Saint-Georges, le Toulon et Gour de l'Arche.
La bibliothèque est desservie par les lignes A et C de Péribus, le réseau d'autobus de la ville.

## Histoire

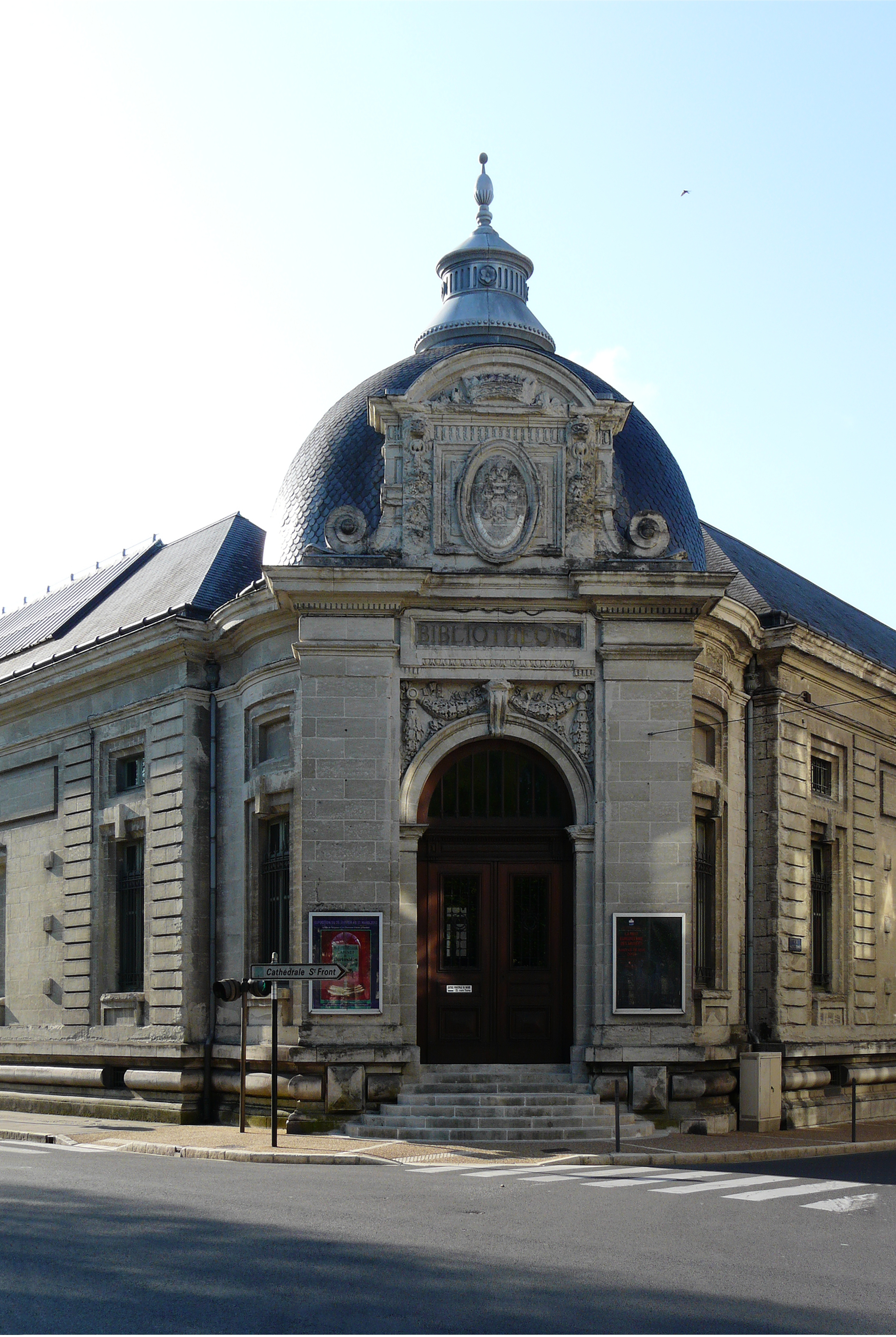
L'entrée de l'ancienne bibliothèque, accolée au musée, à l'angle du cours Tourny et de la rue Saint-Front.

Par décision de la municipalité en 1781, la première bibliothèque municipale de Périgueux est créée. Elle ouvre ses portes au public en 1809, dans le bâtiment de l'ancien évêché, place de la Clautre. Elle récupère les collections de la Société littéraire de Périgueux (1780, dissoute en 1781) et surtout celles de l'École centrale du département de la Dordogne, supprimée en 1804. En 1898, elle est installée au Musée-bibliothèque, à l'angle du cours Tourny et de la rue Saint-Front. En 1988, elle intègre les locaux actuels au 12-14 avenue Georges-Pompidou, inaugurés par Jacques Valade, ministre de l'Enseignement supérieur et de la Recherche, et l'académicien Pierre Moinot.
La bibliothèque a fait appel à un peintre et sculpteur périgourdin, Marc Monnier, pour réaliser la sculpture métallique géométrique qui orne l'entrée de la bibliothèque vue depuis l'avenue Georges-Pompidou.
Les directeurs qui se sont succédé depuis 1992 sont :
| Période   | Nom du directeur     | Réf.  |
| --------- | -------------------- | ----- |
| 1992-1997 | Thierry Grognet      | [ 2 ] |
| 1997-2013 | Jean-Louis Glénisson | [ 5 ] |
| 2013-2021 | Jean-Marie Barbiche  | [ 6 ] |
| 2021-     | Anne-Sophie Lambert  | [ 7 ] |

Le 30 août 2014, après un an de travaux, la bibliothèque annexe du Gour de l'Arche, située dans la maison de quartier éponyme a de nouveau ouvert ses portes au public.
À la suite d'une délibération du conseil municipal en septembre 2013, la bibliothèque est baptisée du nom de Pierre Fanlac, ancien écrivain, éditeur et imprimeur périgordin. En janvier 2015, une plaque y est apposée et elle devient la « médiathèque Pierre-Fanlac ».
Fermée à partir d'août 2018 pour une rénovation comprenant deux extensions en rez-de-chaussée ainsi que l'amélioration de l'accessibilité et des performances énergétiques, la médiathèque a rouvert en septembre 2019,.

## Collections
En 2010, la bibliothèque de Périgueux possède un fonds patrimonial de plus de 300 manuscrits, 62 incunables et environ 45 000 volumes imprimés. En 2014, l'ensemble des collections de la bibliothèque municipale comprend 112 768 livres et revues pour adultes et 32 310 livres pour enfants, 286 titres de presse en cours d'abonnement, 22 000 cassettes et CD, 1 000 partitions[réf. nécessaire], plus de 4 000 DVD, plus de nombreuses ressources en ligne.
La médiathèque possède notamment 185 livres ayant appartenu à la reine Marie-Antoinette, issus de sa bibliothèque du Petit Trianon.
Un catalogue en ligne permet de faire des recherches dans les principales collections. Seuls les fonds Périgord et ancien n'y sont encore que partiellement signalés. Une partie des manuscrits est référencée dans le « catalogue général des manuscrits » de la Bibliothèque nationale de France, tout comme deux fonds d'érudits du XIXe siècle : les fonds Lapeyre et Pellisson.

## Chiffres
- Surface : 13 500 m2
- Abonnés : 4 930 (en 2014)[6]
- Ensemble des collections (estimation) : 1 080 000 documents

## Galerie

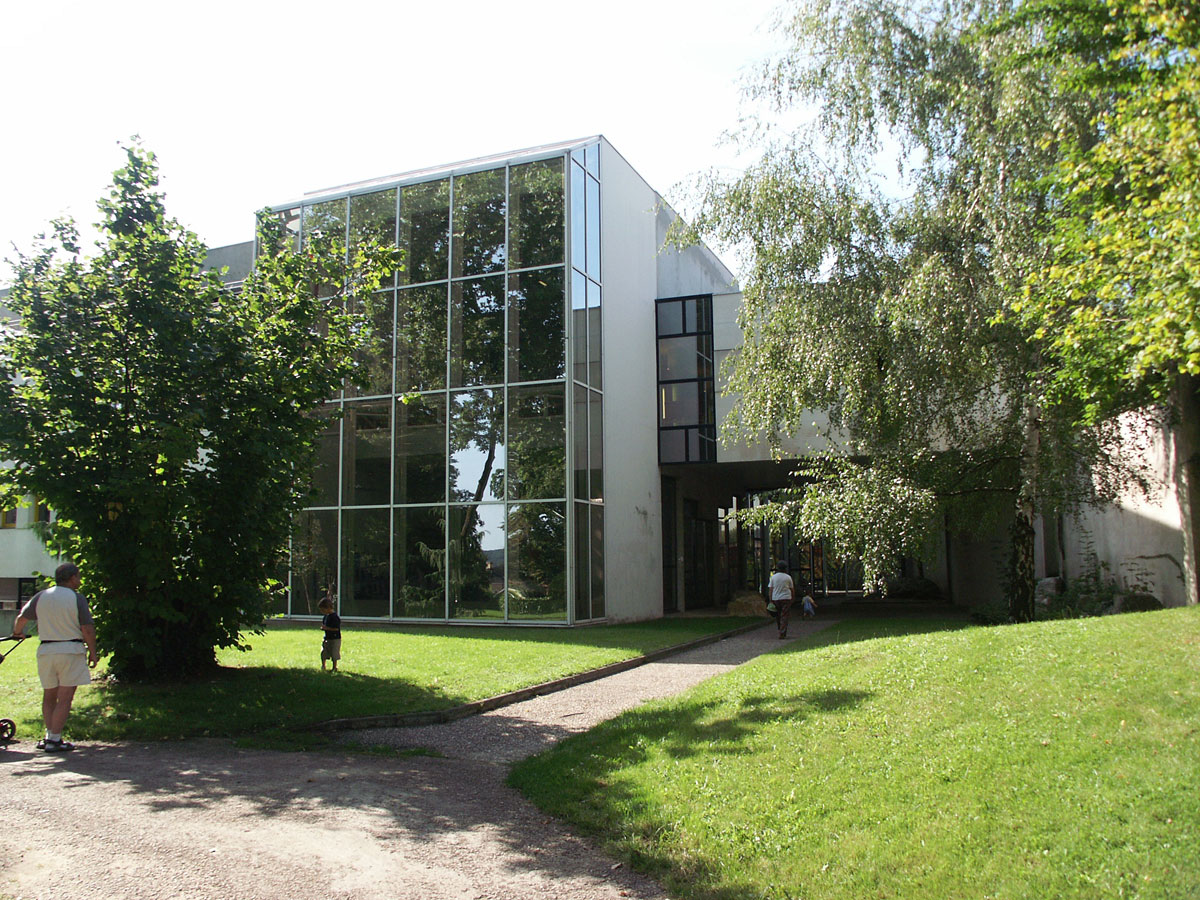
La bibliothèque vue du côté jardin, parc Gamenson.
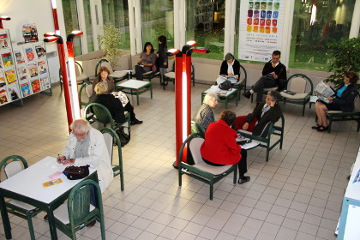
Hall de la bibliothèque.
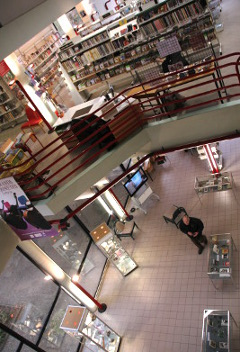
Hall de la bibliothèque.
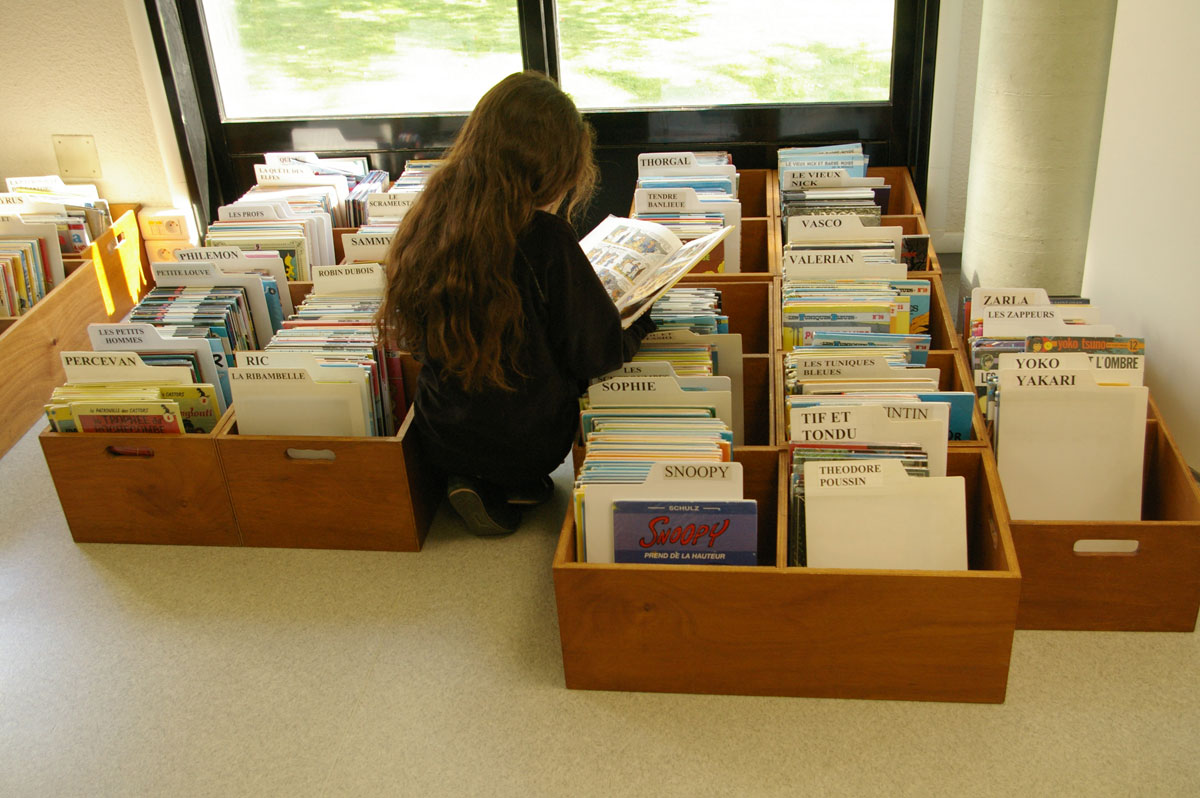
La section jeunesse de la bibliothèque.

## Pour approfondir